# Marc Bélanger
Pour les articles homonymes, voir Marc Bélanger (homonymie) et Bélanger.
Marc Bélanger est un acteur de théâtre québécois qui incarne Luc Francoeur dans le premier téléroman franco-ontarien FranCœur.

## Biographie
De Montréal à Vancouver en passent par l'Allemagne, Marc Bélanger se partage entre le théâtre, le petit écran et le cinéma.
Son expérience de scène s'étend jusqu'au groupe humoristique Les Bizarroïdes pour une tournée de 4 mois en Allemagne.
Marc Bélanger est également le fondateur de Cinécole, un projet cinématographique en milieu scolaire. Depuis 2005, il réalise et produit des courts métrages avec des étudiants.

## Filmographie

### Cinéma
- 1991 : Nelligan : Le violoniste
- 2011 : Starbuck de Ken Scott : Paul
- 2013 : Hot Dog : Jimmy

### Télévision
- 2003 : FranCœur : Luc FranCœur
- La Promesse : Bernard Laurier
- Lance et compte :Martial Villeneuve
- Les Sœurs Elliot : Policier
- 2006 : Pure laine : Maurice Richard
- Trois saisons : ???
- 2016 : District 31 : Carl Juneau

## Théâtre
- Le Chien
- Le Revizor
- Lorenzaccio
- Scrooge